# Островский, Станислав
Станислав Островский (пол. Stanisław Ostrowski; 29 октября 1892, Львов, Австро-Венгрия — 22 ноября 1982, Лондон, Великобритания) — польский политический деятель, президент Польши в изгнании с 8 апреля 1972 по 8 апреля 1979 года. Последний польский президент города Львова. Врач.

## Биография
Родился в семье бывшего ссыльного в Сибирь за участие в польском восстании 1863 года. После окончания гимназии, изучал медицину в университетах Львова и Вены.
С юности занимался политической деятельностью. С 1912 — член конспиративной Национальной молодёжной организации.
Принимал участие в польском «Союзе активной борьбы» и военной организации — «Стрелецкий союз», окончил при нëм офицерскую школу.
Участник первой мировой войны, служил в I бригаде польских легионов. Военный врач.
В ноябре 1918 — в ходе польско-украинской войны принимал участие в битве за Львов.
Во время советско-польской войны в 1920 служил главным врачом добровольческого пехотного полка Войска Польского.
После войны в 1922 в чине капитана был демобилизован. Работал преподавателем во львовском университете Яна Казимира. Доцент. Автор ряда научных работ в области дерматологии.
С 1930 — депутат сейма Польши (1930, 1935, 1938). С 1934 избран вице-президентом, а в 1936—1939 — последний президент города Львова.
После советско-польской войны 1939 года и капитуляции Львова в сентябре был арестован органами НКВД и доставлен в Москву. После рассмотрения дела, С. Островский был приговорëн к 8 годам заключения в лагерях ГУЛАГа.
В 1941 по соглашению Сикорского-Майского был амнистирован, и после освобождения вместе с армией Андерса эвакуировался из СССР на Ближний Восток. Принимал участие в сражениях с немецкими частями в Италии, где был врачом военных госпиталей.
После окончания второй мировой войны с 1946 жил в эмиграции в Великобритании, где с 1955 работал врачом-дерматологом. С 1962 — на пенсии.
Сотрудничал с Советом Трёх, при президенте Польши в изгнании Аугусте Залеском, в который входили Владислав Андерс, Томаш Арцишевский и Эдвард Бернард Рачинский.
24 феврале 1971 Аугуст Залеский назначил его преемником на посту Президента Речи Посполитой. 9 апреля 1972 через 2 дня после смерти Залеского, Станислав Островский стал 4-м Президентом Польши в изгнании. После окончания 7-летнего срока президентских полномочий передал их своему преемнику Эдварду Рачинскому.
Умер 22.11.1982 в Лондоне. Похоронен на кладбище польских летчиков в г. Ньюарк-он-Трент рядом с могилами предыдущих президентов Владислава Рачкевича, Аугуста Залеского и генерала Владислава Сикорского.

## Награды
- Орден Белого орла (Польша)
- Большой крест Ордена Возрождения Польши
- Серебряный крест ордена воинской доблести Virtuti Militari
- Крест Независимости
- Крест Храбрых
- Крест Обороны Львова
- Орден Короны Румынии